# Noemí Jordana
Noemí Jordana Bofill (Torelló, Barcelona, 17 de octubre de 1980) es una exjugadora española de baloncesto durante 19 temporadas. Tricampeona de la Liga Femenina. Tricampeona de la Copa de la Reina, dos veces campeona de la Supercopa y Campeona con la U-18.

## Biografía
Noemí Jordana nació en Torelló en 1980. Es hija de Montserrat Bofill y de Ramón Jordana entrenador de baloncesto. Tras ser jugadora profesional de baloncesto durante 19 temporadas, cambió las zapatillas por la bata y el balón por la tiza para ejercer como profesora.

## Trayectoria
Jordana ha desarrollado su carrera deportiva en equipos españoles. Formada en el siglo XXI, en su carrera profesional, Jordana ha pasado por Ros Casares (1998-2000), Celta Banco Simeón (2000-2004), de nuevo Ros Casares (2004-2008), Olesa Espanyol (2008-2009), de nuevo Celta Indepo (2009-2011) y finalmente Spar Uni Citylift Girona (desde 2011) en el que ha sido capitana.
Ha sido tres veces campeona de Liga Femenina (2007, 2008 y 2015), tres veces también de la Copa de la Reina (2001, 2007 y 2008), dos veces campeona de la Supercopa y Oro con la selección española U-18. Ha sido la jugadora con mayor número de partidos (561) disputados entre Liga, Copa y Supercopa.

## Clubes
- Categorías Inferiores: CB Torelló
- 1994-1996: Segle XXI (Junior)
- 1996-1998: Segle XXI (1ª División)
- 1998-2000 Ros Casares Valencia (Liga Femenina 1)
- 2000-2004 Real Club Celta Banco Simeón (Liga Femenina 1)
- 2004-2008 Ros Casares Valencia (Liga Femenina 1)
- 2008-2009 CB Olesa Espanyol (Liga Femenina 1)
- 2009-2011 Real Club Celta Indepo (Liga Femenina 1)
- 2011-2017 Uni Girona (Liga Femenina 1)

## Selección nacional

### Categorías inferiores
Jugadora con la selección U-18 de la selección femenina. Y delegada con la Selección U20.

### Participaciones internacionales
| Título                                           | Resultado | Año  |
| ------------------------------------------------ | --------- | ---- |
| Campeonato Europeo Sub-18 femenino de baloncesto | Campeona  | 1998 |

## Palmarés

### Campeonatos nacionales
| Título                      | Club                         | Año  |
| --------------------------- | ---------------------------- | ---- |
| Copa de la Reina            | Real Club Celta Banco Simeón | 2001 |
| Copa de la Reina            | Ros Casares Valencia         | 2007 |
| Liga Femenina 1             | Ros Casares Valencia         | 2007 |
| Supercopa                   | Ros Casares Valencia         | 2007 |
| Copa de la Reina            | Ros Casares Valencia         | 2008 |
| Liga Femenina 1             | Uni Girona                   | 2015 |
| Liga Femenina 1             | Ros Casares Valencia         | 2007 |
| Supercopa                   | Uni Girona                   | 2015 |
| Subcampeona Liga Femenina 1 | Uni Girona                   | 2017 |

### Copas internacionales

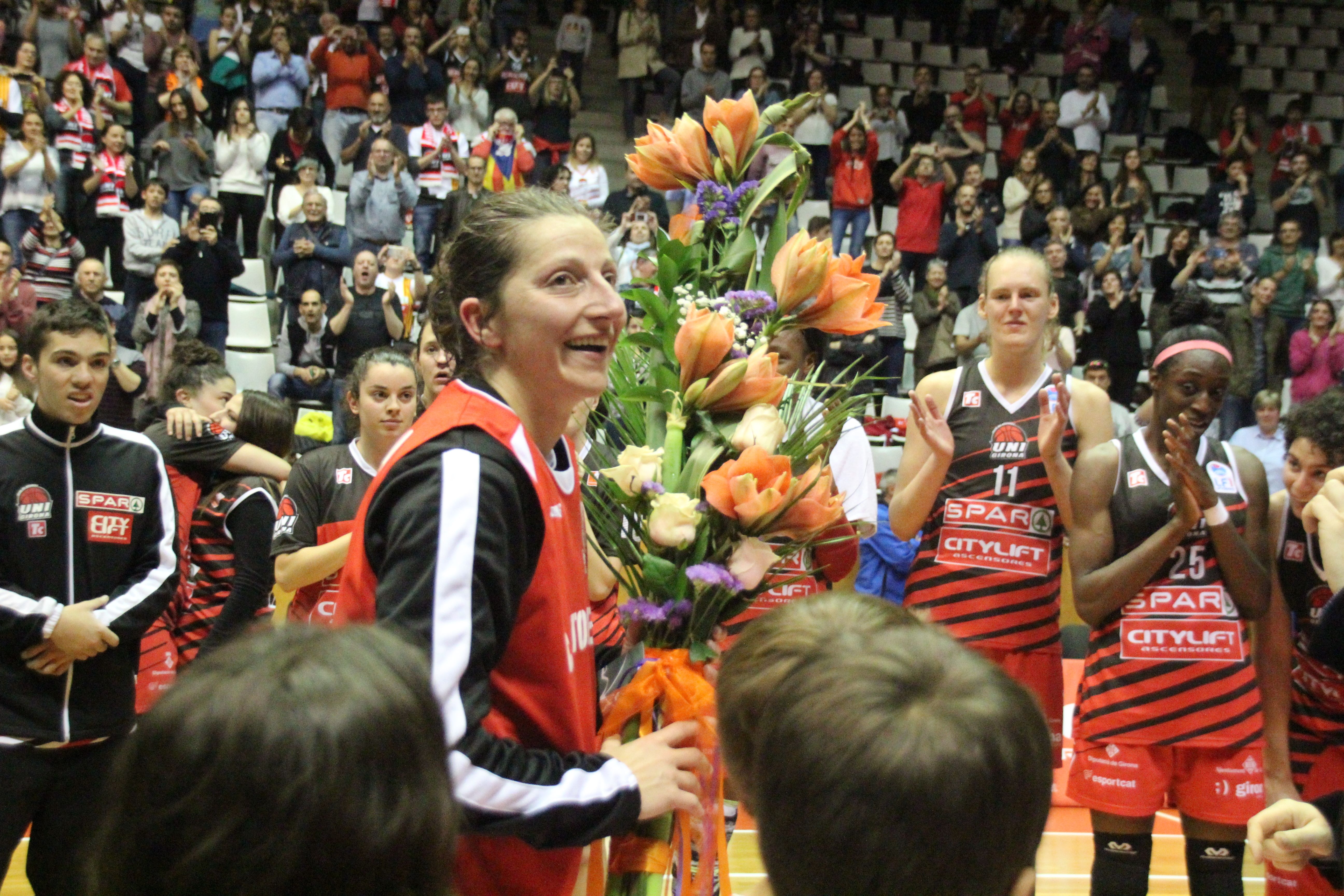
Homenaje en su último partido en Fontajau (29/04/2017)

| Título                                               | Club                                       | Año  |
| ---------------------------------------------------- | ------------------------------------------ | ---- |
| Oro Campeonato Europeo Sub-18 femenino de baloncesto | Selección femenina de baloncesto de España | 1998 |

### Individual
- Mejor jugadora catalana en categoría femenina de la temporada 2015-2016 en la Nit del Bàsquet Català 2015 en Barcelona.[16]
- El club retirará la camiseta de su número 9 y le homenajeará a principios de la temporada 2017-2018.[11]